# Phoenix (rymdsond)
För andra betydelser, se Fenix (olika betydelser).
Phoenix är en robot som landade på Mars den 25 maj 2008. Roboten har med sig instrument för att kunna leta efter mikrobiologiskt liv och vatten på Mars. Phoenix sköts upp med en Delta II-raket den 4 augusti 2007 och landade i de vattenisrika områdena kring Mars nordpol för att gräva i den arktiska terrängen med sin robotarm. Projektet är ett samarbete mellan den amerikanska rymdstyrelsen NASA, den kanadensiska motsvarigheten CSA, Lockheed Martin och universitet i USA, Schweiz, Kanada, Filippinerna, Danmark, Tyskland, Finland och Storbritannien. Den 2 november 2008, efter att uppdraget slutförts, förlorade NASA kontakten med sonden. Efter att åter ha försökt kontakta sonden den 12 maj 2010 slog Jet Propulsion Laboratory fast att sonden var död.

## Uppskjutning
Phoenix sköts upp den 4 augusti 2007 under uppskjutningsfönstret mellan den 3 augusti och den 24 augusti med en Delta II 7925-raket från platta 17-A på Cape Canaveral Air Force Station. Raketvalet baserades framförallt på dess goda uppskjutningshistorik med lyckade uppskjutningar vad gäller både Mars Pathfinder år 1996 samt sonderna Spirit och Opportunity år 2003. Uppskjutningen genomfördes återigen utan incidenter, och rymdsonden kunde placeras i bana med sådan precision att första korrigeringen som senare krävdes den 10 augusti endast var på 18 m/s.

## Landning

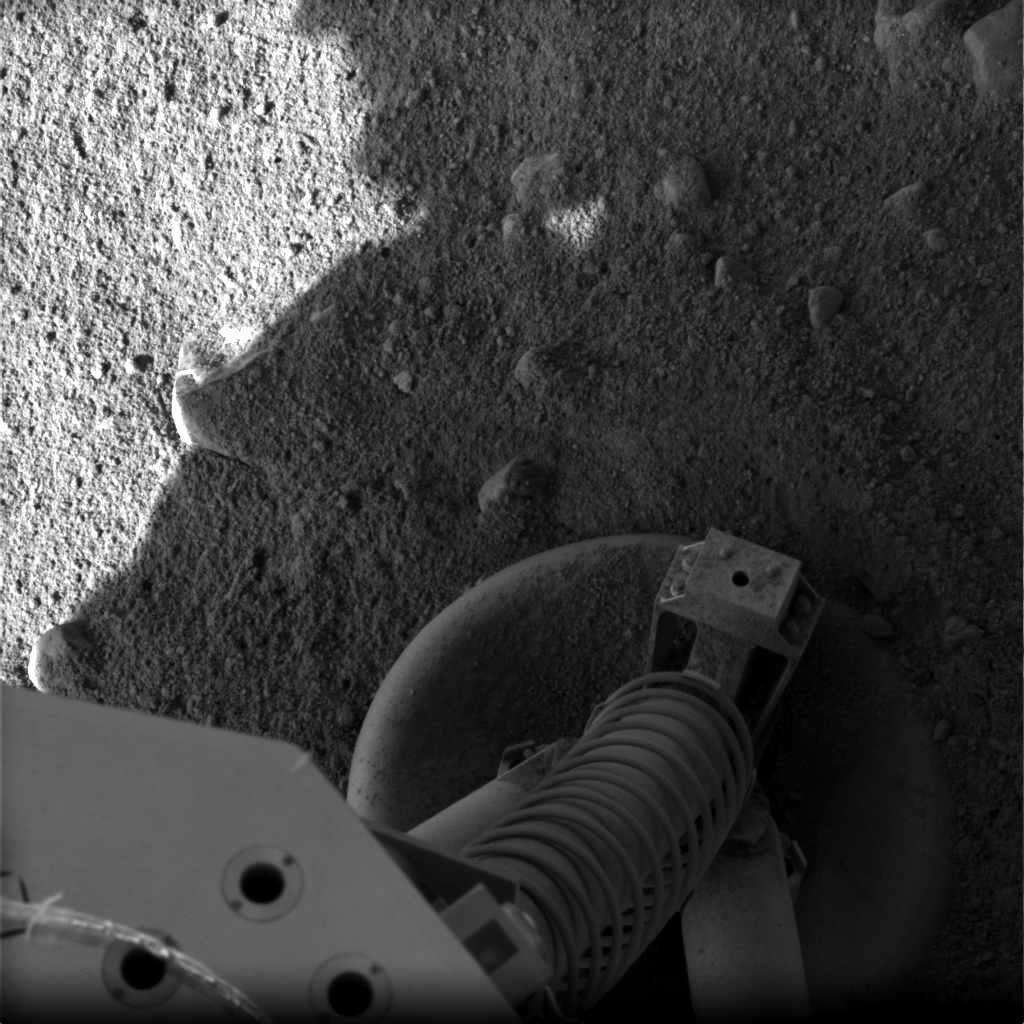
"Vastitas Borealis - the Phoenix has landed"

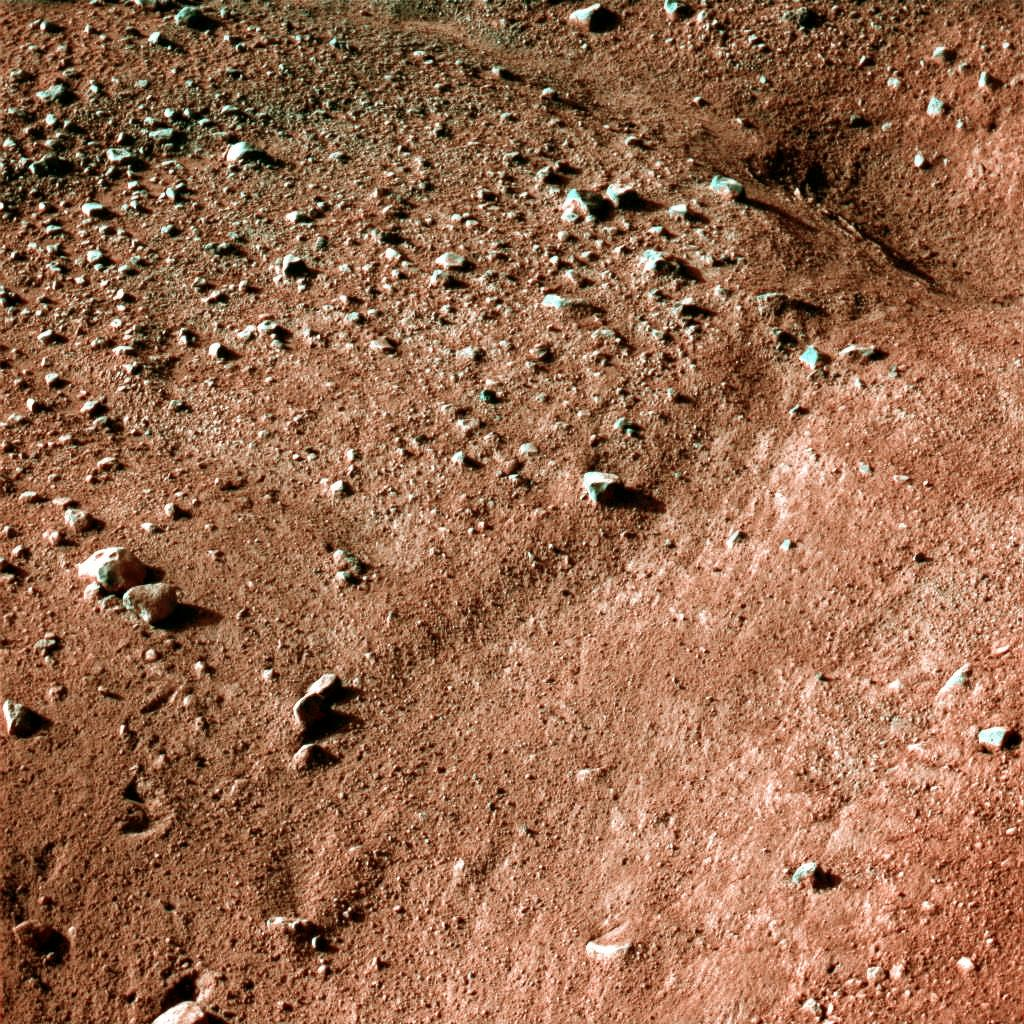
Kryoturbation på grund av permafrost (froststrukturer i form av polygoner).

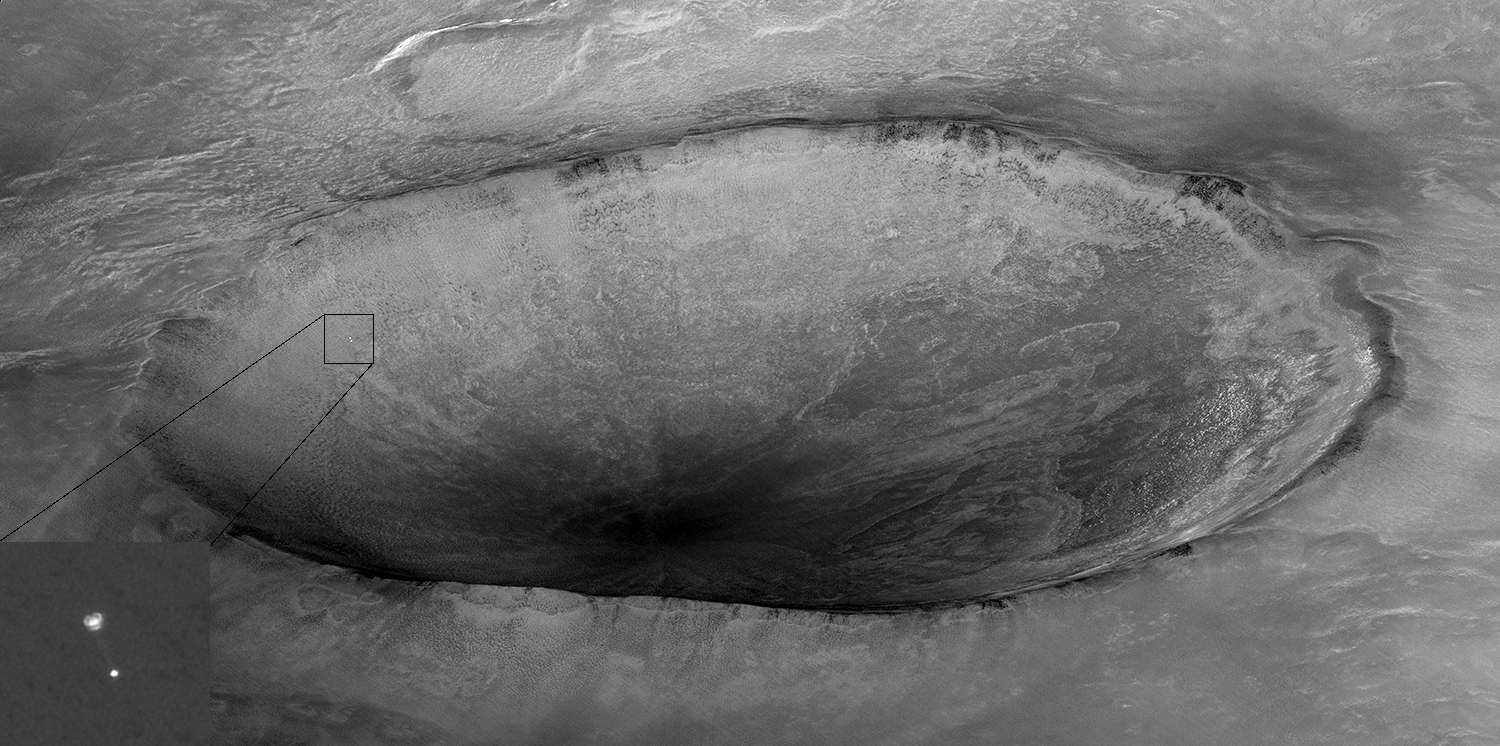
Rymdsonden Phoenix landning på Mars.

Tre satelliter i omloppsbana runt Mars arrangerades för att bevaka landningen, och informationen som samlades in planeras kunna användas för framtida designer av landare. Det beräknade landningsområdet utgjordes av en ellips av 100 km * 20 km terräng som informellt kallades "Green Valley" (gröna dalen)  och valdes eftersom mängden stora stenar var det lägsta man hittade inom ett område med den största upptäckta koncentrationen av is utanför polerna.
Milstolpar under landningen var:
- 25 maj 2008, 01:46 CEST - Bekräftelse på inträde i atmosfären.
- 25 maj 2008, 01:53 CEST - Bekräftelse på landning.
- 25 maj 2008, 03:30 CEST - Första bilderna från landaren.

## Mål
Uppdraget har två mål. Det ena är att studera de geologiska bevisen för förekomst av vatten på Mars, en avgörande pusselbit för att utreda Mars historia av klimatförändringar. Det andra målet gäller sökandet av bevis på en zon i gränslandet mellan is och sand som skulle kunna innehålla levande organismer. Instrumenten på Phoenix är anpassade för att utreda både den geologiska och biologiska förhållanden i den arktiska terrängen på Mars. Om uppdraget lyckas kommer Phoenix att bli den första rymdsonden som tillhandahåller information från någon av Mars poler, och följa Nasas strategi att "följa vattnet" vid utforskningen av planeten.
Huvuduppdraget beräknas ta cirka 90 "solar" (Marsdagar), vilket är strax över 92 Jorddagar. Forskare hoppas att sonden skall överleva delvis in i Marsvintern för att bevittna hur isen expanderar i zonen som kommer att utforskas. Upp till en meter torris (frusen koldioxid) beräknas bildas under vintern. Landaren kommer däremot osannolikt överleva genom Marsvintern.
Landaren är stationär, och detta motiverades av följande:
1. Lägre kostnader genom att återanvända tidigare utrustning från bland annat det avbrutna Mars Surveyor-uppdraget.
2. Området kring landaren bedöms vara relativt homogent, och därför av mindre intresse att utforska.
3. Landarens vikt kunde istället utgöras av bättre utrustning för forskning.

Den 31 juli 2008 meddelade Nasa att Phoenix bekräftat att det finns vatten på Mars .

## Utrustning
Phoenix bär med sig förbättrade versioner av panoramakameror som utvecklats vid University of Arizona, instrument för analys av flyktiga vätskor från Mars Polar Lander, samt experiment som utvecklats för Mars Surveyor, däribland en grävande robotarm från Jet Propulsion Laboratory, laboratorier för våtkemi, och olika typer av mikroskop. Phoenix bär också på en landningskamera och en uppsättning meteorologiska instrument.
Phoenixlandaren konstruerades av Lockheed Martin och de flesta av dess delar konstruerades för det avbrutna uppdraget Mars Surveyor 2001 Lander.

### Robotarm (RA)
En 2,3 meter lång arm av aluminium och titan som har en skopa som kan gräva i jorden och en skrapa som kan bryta upp den frusna jorden.

### Robotarmkamera (RAC)
En kamera fäst strax ovanför robotarmens skopa som kan ta närbilder i färg under grävandet.

### Stereokamera (SSI)
En enhet (Surface Stereo Imager) med två kameror separerade på ett avstånd motsvarande avståndet mellan en människas ögon. Detta ger tredimensionella panoramabilder.

### Gasanalys (TEGA)
En värmeenhet (Thermal and Evolved-Gas Analyzer) med åtta stycken en-centimeter långa ugnar som tar emot jordprover från robotarmen (RA). Jordproverna hettas upp till närmare 1000°C för att evaporera vatten och andra flyktiga ämnen. Med TEGA bestäms om provet innehåller organiskt material.

### Landningskamera (MARDI)
En kamera (Mars Descendent Imager) placerad under farkosten som tar bilder under landningen.

### Mikroskop-, elektrokemi-, och ledningsanalys (MECA)
Ett våtkemilaboratorium med fyra engångs tekoppsstora bägare som blandar jordprover under tryck och lakning. Ett antal olika detektorer bestämmer konduktivitet, pH, mineralförekomst och vattenförekomst.

### Meteorologisk station (MET)
Den meteorologiska stationen, eller MET kommer att registrera vädret vid sonden dagligen under hela uppdraget. MET är utrustad med sensorer för att mäta aktuella värden på vindhastighet, tryck och temperatur i Mars' atmosfär. Den är också utrustad med en LIDAR (Light detection and ranging) för att mäta koncentrationen av partiklar i atmosfären.
MET byggdes av Canadian Space Agency (Kanada). Ett team som leds av York University (Kanada), vilket inkluderar bidrag från University of Alberta (Kanada), Aarhus universitet (Danmark), Dalhousie University (Kanada)
, Meteorologiska institutet (Finland), Optech Incorporated (Kanada) och Geological Survey of Canada kommer att övervaka det vetenskapliga handhavandet av stationen.

### Fotnoter
1. ↑  ”NASA Space Science Data Coordinated Archive” (på engelska). NASA. https://nssdc.gsfc.nasa.gov/nmc/spacecraft/display.action?id=2007-034A. Läst 29 mars 2020.
2. ↑  ”Spacecraft at Mars Prepare to Welcome New Kid on the Block”. NASA. 28 februari 2008. Arkiverad från originalet den 22 maj 2008. https://web.archive.org/web/20080522154531/http://www.nasa.gov/mission_pages/phoenix/news/phoenix-20080228.html. Läst 25 maj 2008.
3. ↑  ”NASA Spacecraft Fine Tunes Course for Mars Landing”. NASA. 10 april 2008. Arkiverad från originalet den 15 maj 2008. https://web.archive.org/web/20080515013244/http://www.nasa.gov/mission_pages/phoenix/news/phoenix-20080410.html. Läst 25 maj 2008.
4. ↑  ”NASA Few Rocks in Target Area for Phoenix Mars Lander”. NASA. 13 maj 2008. Arkiverad från originalet den 16 maj 2008. https://web.archive.org/web/20080516233625/http://www.nasa.gov/mission_pages/phoenix/multimedia/6412-20080513.html. Läst 30 maj 2008.
5. ↑  ”Phoenix Lander Readied For Mars Exploration”. space.com. 1 februari 2007. http://www.space.com/missionlaunches/070201_phoenix_update.html. Läst 29 maj 2008.
6. ↑  "The Phoenix Mars Mission with Dr. Deborah Bass".   Futures in Biotech podcast.  19 juli 2007. Nr. 24.
7. ↑  Svenska Dagbladet 1 augusti 2008 - Phoenix hittade vatten på Mars
8. ↑  Shotwell R. (2005). ”Phoenix — the first Mars Scout mission”. Acta Astronautica 57:  sid. 121–134. doi:10.1016/j.actaastro.2005.03.038.
9. ↑  ”"Mission: Mars"”. http://dalnews.dal.ca/2005/08/19/phoenix.html. Läst 25 maj 2008.
10. ↑  ”"Phoenix probe takes FMI's pressure sensor to Mars" (In finnish)”. Arkiverad från originalet den 12 april 2008. https://web.archive.org/web/20080412091649/http://www.fmi.fi/uutiset/index.html?A=1&Id=1185859119.html. Läst 25 maj 2008.